# Erminija
Erminija je žensko osebno ime.

## Izvor imena
Ime Erminija je različica ženskega imena Hermina.

## Pogostost imena
Po podatkih Statističnega urada Republike Slovenije je bilo na dan 31. decembra 2007 v Sloveniji število ženskih oseb z imenom Erminija: 31.

## Osebni praznik
Osebe z imenom Erminija lahko godujejo takrat kot osebe z imenom Hermina.